# Équipe d'Allemagne de l'Est masculine de volley-ball
Cet article traite de l'équipe masculine. Pour l'équipe féminine, voir Équipe d'Allemagne de l'Est féminine de volley-ball.
L'équipe d'Allemagne de l'Est de volley-ball masculin est l'équipe nationale qui représentait l'Allemagne de l'Est dans les compétitions internationales de volley-ball féminin. Elle était gérée par la Fédération d'Allemagne de l'Est de volley-ball. 
La sélection est active jusqu'à la réunification allemande en 1990.
L'équipe est-allemande est championne du monde en 1970, vice-championne olympique en 1972 et vainqueur de la Coupe du monde en 1969.

## Palmarès
- Jeux olympiques
  - Finaliste (1) : 1972[1]

- Championnat du monde
  - Vainqueur (1) : 1970 [2]

- Coupe du monde
  - Vainqueur (1) : 1969